# Mężczyźni na wyspie
Mężczyźni na wyspie – polski film psychologiczny z 1962 roku.

## Obsada
- Irena Laskowska - Magdalena
- Piotr Pawłowski - Michalski
- Mariusz Dmochowski - Sznajder
- Józef Nowak - Góral
- Michał Leśniak - Krzysztofiak
- Mieczysław Czechowicz - Franek
- Zdzisław Szymański - Jarząbek
- Jerzy Block - Król
- Maciej Rayzacher - Gabryś
- Józef Fukś - Kotlarczyk

## Fabuła
Dziewięciu mężczyzn, skuszonych wysokimi zarobkami, pracuje przy koszeniu trawy. Potrzebna jest do umacniania brzegów, chroniących ważną budowę zagrożoną przez wzbierającą wodę. Na wyspie niespodziewanie pojawia się kobieta, która odłączyła się od grupy. Wywołuje ona zainteresowanie wszystkich mężczyzn, którzy tu są od trzech tygodni.